# Kościół Świętej Trójcy w Skęczniewie
Kościół Świętej Trójcy w Skęczniewie – rzymskokatolicki kościół parafialny zlokalizowany w Skęczniewie (powiat turecki).

## Historia
Parafię erygowano we wsi na przełomie XIV i XV wieku. W 1748 kasztelan spycimierski Wojciech Mączyński wystawił we wsi drewniany kościół i była to zapewne już druga świątynia w tym miejscu (o wcześniejszej nie ma żadnych dokładnych wiadomości). Miała ona wezwanie Trójcy Świętej. Obecny obiekt jest fundacji Hipolita Masłowskiego, właściciela majątku Skęczniew i został zbudowany w 1825. Konsekrowano go jednak dopiero w 1882. 

## Architektura
Kościół stoi w centrum wsi, na skarpie doliny Warty. Obiekt zbudowany na planie prostokąta z wydzielonym prezbiterium, kryty stropem drewnianym. Jest budowlą późnoklasycystyczną. Szczyt fasady południowej jest zwieńczony naczółkiem. 

## Wnętrze
We wnętrzu zachowane są rzeźbiarskie elementy pochodzące z XVII wieku. W ołtarzu głównym (późniejszym) umieszczony jest damski portret trumienny malowany na blasze. Powstał w końcu XVII wieku. Chrzcielnica pochodzi z XVIII wieku i jest ozdobiona wizerunkiem Chrztu Pańskiego. Chór muzyczny wspiera się na dwóch filarach. Ołtarz główny nowszy z udziałem fragmentów rzeźbiarskich z XVII wieku. Dwa boczne ołtarze przyozdobione są rzeźbami barokowymi. W świątyni wisi też obraz świętego Benona (XIX-wieczny). Predella zdobiona jest malowaną sceną spotkania przy złotej bramie (około XVII wieku). Ambona posiada fragmenty ornamentów barokowych. W świątyni znajduje się również ludowa rzeźba Chrystusa Zmartwychwstałego o tradycjach gotyckich, oraz XVIII-wieczny ornat z pasa kontuszowego, jak i dwa inne ornaty z tkanin pochodzących z tego samego okresu.
Wewnątrz wiszą dwie tablice pamiątkowe: ku czci ks. Stanisława Potrasińskiego (lokalnego proboszcza w latach 1993-2010) ufundowana przez parafian w 2011 oraz upamiętniająca wszystkich XX-wiecznych proboszczów skęczniewskich (1896-2011, łącznie 15 osób) również pochodząca z 2011, ufundowana przez parafian i proboszcza Grzegorza Wawrzyniaka.